# (1627) Ivar
(1627) Ivar es un asteroide perteneciente a los asteroides Amor descubierto por Ejnar Hertzsprung desde el observatorio Union de Johannesburgo, República Sudaficana, el 25 de septiembre de 1929.

## Designación y nombre
Ivar se designó inicialmente como 1929 SH.
Posteriormente fue nombrado en honor del hijo menor del descubridor.

## Características orbitales
Ivar está situado a una distancia media de 1,864 ua del Sol, pudiendo acercarse hasta 1,125 ua. Su inclinación orbital es 8,451° y la excentricidad 0,3965. Emplea en completar una órbita alrededor del Sol 929,2 días.